# Пітер Мензіс
Пітер Гері Мензіс — молодший (англ. Peter Gary Menzies Jr) — австралійський оператор-постановник, відомий роботою над такими блокбастерами, як Міцний Горішок 3: Помирати з піснею, Лара Крофт: Розкрадачка гробниць, Неймовірний Халк і Битва титанів.

## Біографія
Мензіс народився в Сіднеї (Австралія). З кіноіндустрією його познайомив його батько, режисер і оператор Пітер Мензіс-старший. Він розпочав роботу як завантажувач камер, згодом знімав рекламні ролики, був асистентом кінооператора, а згодом оператором фільмів. Як оператор дебютував у кримінальному фільмі « Білі піски»режисера Роджера Дональдсона, в головній ролі з Віллемом Дефо.
Далі Мензіс працював здебільшого над бойовиками такими, як «Міцний Горішок 3: Помирати з піснею», «Злива» та «Стрілець». Він співпрацював з режисерами Джоном Сінглтоном, Брюсом Бересфордом, Девідом Наттером, Саймоном Вестом, Джоном Мактьєрнаном та Джоелем Шумахер.

## Фільмографія
| Рік  | Назва                                        | Режисер              | Примітки        |
| ---- | -------------------------------------------- | -------------------- | --------------- |
| 1992 | Білі піски                                   | Роджер Дональдсон    |                 |
| 1993 | Загін                                        | Маріо Ван Піблз      |                 |
| 1994 | Втеча                                        | Роджер Дональдсон    |                 |
| 1995 | Міцний Горішок 3: Помирати з піснею          | Джон МакТірнан       |                 |
| 1995 | Гайрід до пекла                              | Кімбл Рендалл        | Короткометражка |
| 1996 | Час вбивати                                  | Джоель Шумахер       |                 |
| 1998 | Злива                                        | Мікаель Саломон      |                 |
| 1999 | Дочка генерала                               | Саймон Вест          |                 |
| 1999 | 13-й воїн                                    | Джон МакТірнан       |                 |
| 2000 | Малюк                                        | Джон Туртелтауб      |                 |
| 2000 | Благословіть дитя                            | Чак Рассел           |                 |
| 2001 | Лара Крофт: Розкрадачка гробниць             | Саймон Вест          |                 |
| 2003 | Кенгуру Джекпот                              | Девід МакНеллі       |                 |
| 2005 | Крутий і ціпоньки                            | Стівен Герек         |                 |
| 2005 | Міс Конгеніальність 2: Озброєна і легендарна | Джон Паскін          |                 |
| 2005 | Кров за кров                                 | Джон Сінглтон        |                 |
| 2005 | Великий рейд                                 | Джон Даль            |                 |
| 2006 | Коли дзвонить незнайомець                    | Саймон Вест          |                 |
| 2007 | Стрілець                                     | Антуан Фукуа         |                 |
| 2007 | Втікачі                                      | Девід Наттер         | Епізод: "Pilot" |
| 2008 | Неймовірний Халк                             | Луї Летер'є          |                 |
| 2010 | Битва титанів                                | Луї Летер'є          |                 |
| 2011 | Погоня                                       | Джон Сінглтон        |                 |
| 2012 | Чоловік нарозхват                            | Габріеле Муччіно     |                 |
| 2013 | Сезон убивць                                 | Марк Стівен Джонсон  |                 |
| 2014 | Нестримні 3                                  | Патрік Г'юз          |                 |
| 2016 | Боги Єгипту                                  | Алекс Прояс          |                 |
| 2017 | Всі дивляться на мене                        | Бенні Бум            |                 |
| 2018 | Кролик Петрик                                | Вілл Глюк            |                 |
| 2019 | Шлях собаки додому                           | Чарльз Мартін Сміт   |                 |
| 2019 | Кидки Хесуса                                 | Джон Туртурро        |                 |
| 2021 | Кролик Петрик 2: Втеча до міста              | Вілл Глюк            |                 |
| 2022 | Дружина мандрівника у часі                   | Девід Наттер         | 6 епізодів      |
| 2024 | The Yellow Tie                               | Серж Йоан Челебідачі |                 |